# Янчар, Драго
Драго Янчар (словен. Drago Jančar, 13 апреля 1948, Марибор) — словенский писатель.

## Биография
Учился на юриста, издавал студенческую газету «Кафедра», сотрудничал с газетой «Вечер». В 1974 был арестован за «распространение чуждых взглядов» — он привез из Австрии и раздал нескольким друзьям книгу о Блайбургской бойне; был осужден на год тюремного заключения, пробыл в тюрьме три месяца. Отбыл воинскую службу в Сербии. Вернувшись в Словению, сблизился в Любляне с кругом писателей и публицистов демократического крыла (Э.Коцбек, М.Рожанц и др.), позже познакомился с Б.Пахором. Писал киносценарии, служил в издательстве. Начал публиковаться в открытой печати на рубеже 1970-х — 1980-х годов. В 1982 стал одним из соиздателей демократического журнала Новое обозрение. В 1987—1991 — президент словенского ПЕН-Центра. C 1995 — член Словенской академии наук и искусств. В ходе Десятидневной войны вместе с несколькими другими писателями помогал в организации международной поддержки Словении, выступавшей за независимость от союзного государства. На выборах 2000 и 2004 гг. поддерживал Словенскую демократическую партию. В 2004 выступил за создание гражданской платформы Объединение за республику (словен. Zbor za republiko). Не раз высказывался против шовинистического национализма в Словении.

## Творчество и признание
Произведения переведены на многие языки. Награждён премией имени Франце Прешерна (1993), Европейской премией г. Арнсберг за малую прозу (1994), премией Гердера (2003), премией Жана Амери за эссеистику (2007), Европейской премией по литературе (Страсбург, 2011) и др.

## Произведения

### Романы
- Petintrideset stopinj (1974)
- Galjot (1978)
- Severni sij (1984)
- Zvenenje v glavi (1998, французская литературная премия L’Inapercu, 2012)
- Katarina, pav in jezuit (2000)
- Graditelj (2006)
- Drevo brez imena (2008)
- To noč sem jo videl (2010)

### Пьесы
- Disident Arnož in njegovi (1982)
- Veliki briljantni valček (1985)
- Vsi tirani mameluki so hud konec vzeli … (1986)
- Daedalus (1988)
- Klementov padec (1988)
- Zalezujoč Godota (1988)
- Halštat (1994)
- Severni sij (2005)
- Lahka konjenica (2006)

### Сборники рассказов
- Romanje gospoda Houžvičke (1971)
- O bledem hudodelcu (1978)
- Smrt pri Mariji Snežni (1985)
- Pogled angela (1992)
- Prikazen iz Rovenske (1998)
- Človek, ki je pogledal v tolmun (2004)

### Сборники эссе
- Terra incognita (1989)
- Poročilo iz devete dežele (1991)
- Razbiti vrč (1992)
- Disput z Adamom Michnikom (1992)
- Egiptovski lonci mesa (1995)
- Brioni (2002)
- Privlačnost praznine (2002)
- Šala, ironija in globlji pomen (2004)
- Duša Evrope (2006)

## Публикации на русском языке
- Ненадич Д. «Доротей», Янчар Д. «Галерник», Куленович С. «Подземная река»: Романы. Пер. с сербскохорв. и словенс. М. :Радуга, 1982
- Северное сияние. Пер. со словенского Л. Симоновича. М., 1990